# Bithynië

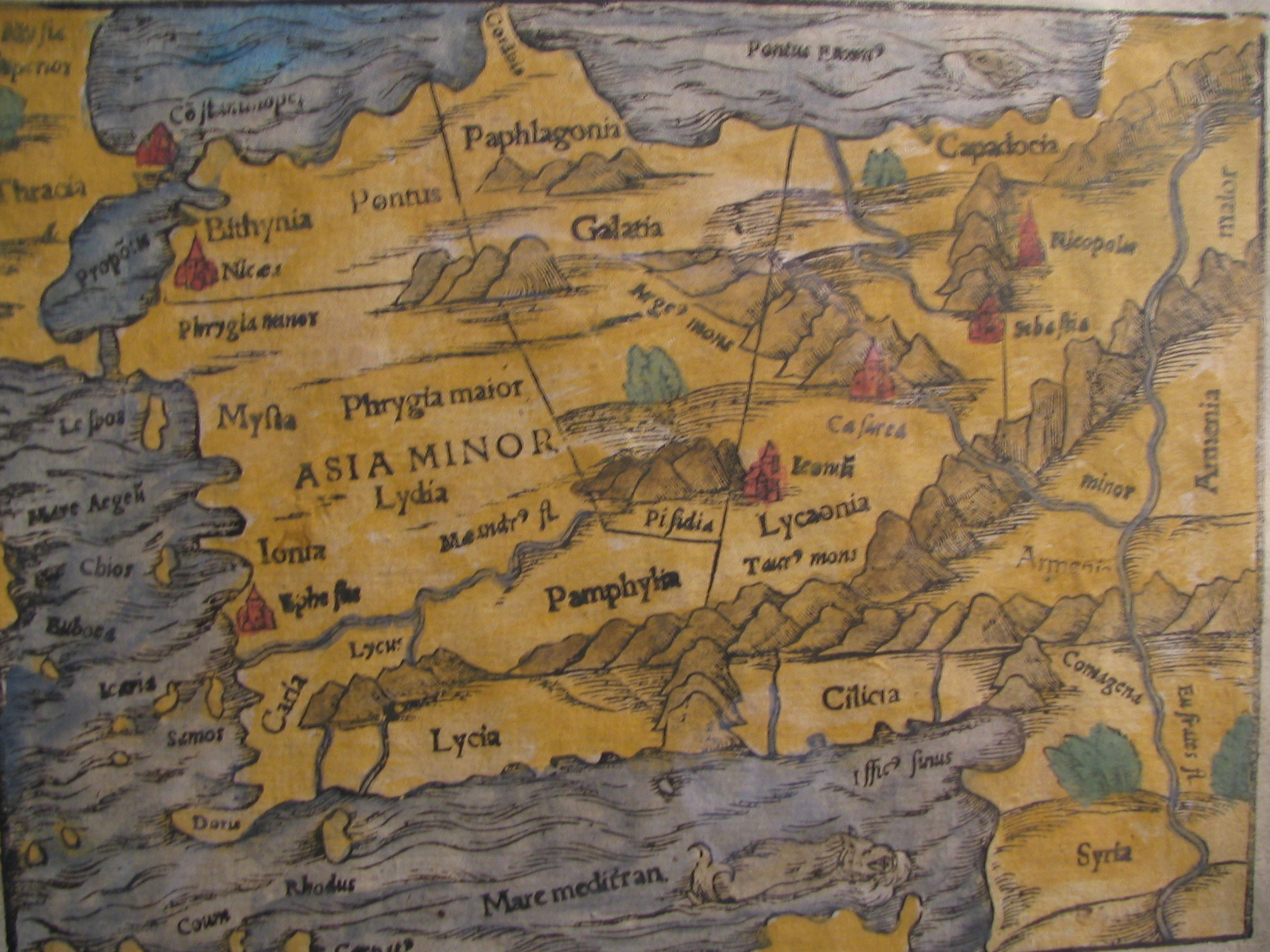
Bithynië op een 15e-eeuwse kaart (in het uiterste noordwesten)

Bithynië (Oudgrieks: Βιθυνία, Bithunía, Latijn: Bithynia) is een historische landstreek uit de klassieke oudheid in het noordwesten van het huidige Turkije, die als onderdeel van het oude Griekenland opbloeide en later een onderdeel van de Romeinse provincie Pontus et Bithynia werd.
Het is een streek met bergen met rijke marmergroeven, maar toch een vruchtbare landstreek en in die tijd met goede communicatiemogelijkheden. De Bithyniërs waren van Thracische oorsprong. Zij waren voortdurend in oorlog met de Griekse kuststeden van Klein-Azië en wisten zelfs tijdens de overheersing door het Perzische Rijk enige zelfstandigheid te bewaren.
Een zekere Zipoëtes stichtte er in 297 v.Chr. een eigen koninkrijk. Zijn opvolgers in het koningshuis, die om en om Nicomedes en Prusias heetten, wisten zich te handhaven door bijvoorbeeld bondgenootschappen met de Galaten aan te gaan en een agressieve politiek tegen hun buurstaten te voeren, vooral tegen de Griekse stad Heraclea aan de Zwarte Zee, het Seleucidische Rijk en later ook Pergamon. Zij ontwikkelden op die manier hun land en hielpen daarmee aan de bloei van het hellenisme.
Koning Nicomedes IV vermaakte in 74 v.Chr. zijn rijk bij testament aan het Romeinse Rijk, waardoor Bithynië opging in de provincia Pontus et Bithynia.
Belangrijke steden in Bithynië waren Nicomedia, Chalcedon, Prousa, Apamea Myrlea en Nicea.
Bithynië · Cappadocië · Carië · Cilicië · Dorische hexapolis · Eolië · Frygië · Galatië · Ionië · Lycaonië · Lycië · Lydië · Mysië · Pamfylië · Paflagonië · Pisidië · Pontus · Troas